# Syzygium circumscissum
Syzygium circumscissum là một loài thực vật có hoa trong Họ Đào kim nương. Loài này được (Gagnep.) Craven & Biffin mô tả khoa học đầu tiên năm 2006.